# 부산천 (부산)
부산천(釜山川)은 부산광역시 동구 수정동에서 시작하여 범일동 해안으로 흐르는 지방하천이다. 2011년 3월 22일 세계 물의 날을 기념해 이 강의 상류에서 하천정화활동이 진행되었다.
현재는 완전히 복개되고 있는 상태다.
부산광역시 동구에서 시작하여 남동방향으로 흘러 부산만으로 유입되는 낙동강 수계의 지방하천이다. 하천연장은 1.8km, 유로연장 2.19km, 유역면적 2.5km2이다. 하천의 명칭은 부산의 도심지를 지나 부산만으로 유입된다고 하여 부산천으로 이름 붙여졌다. 하천의 경사도는 상류부가 1/10~1/40, 중류부가 1/100, 하류부가 1/263으로 상류지역 일부구간은 급한 경사이다. 하천을 따라 55번 중앙고속도로가 있으며, 하류지역에는 7번 국도와 하천을 가로지르며 지나고 도시철도 부산진역이 인근에 위치한다.